# Семенов Валерій Сергійович
Вале́рій Сергі́йович Семе́нов (1 червня 1975, Хвалинськ, Саратовська область — 12 березня 2025) — український провідний інженер служби фізичного захисту Чорнобильської АЕС, що відзначився в ході російсько-української війни (російське вторгнення в Україну 2022). Кавалер ордена «За мужність» III ступеня (2022).

## Життєпис
Був депутатом та головою фракції «Голос» у Славутицькій міській раді. У ході російського вторгнення 2022 року Чорнобильську АЕС захопили й на три дні знеструмили. Щоб запобігти радіаційній катастрофі, разом з колегами інженер Валерій Семенов був змушений красти паливо для генераторів у російських окупантів. 
Після звільнення станції пішов добровольцем до Територіальної оборони Києва. Згодом долучився до 72-ї окремої механізованої бригади імені Чорних Запорожців. Загинув на Покровському напрямку.

## Нагороди
- орден «За мужність» III ступеня (26 квітня 2022) — за вірність Українському народові, вагомий особистий внесок у подолання наслідків Чорнобильської катастрофи, мужність і самовідданість, виявлені у забезпеченні життєдіяльності об'єктів Чорнобильської АЕС в умовах окупації під час збройної агресії Російської Федерації проти України, сумлінне виконання професійного обов’язку та у зв’язку з 36-ми роковинами Чорнобильської катастрофи[3].